# Burg Dauseck

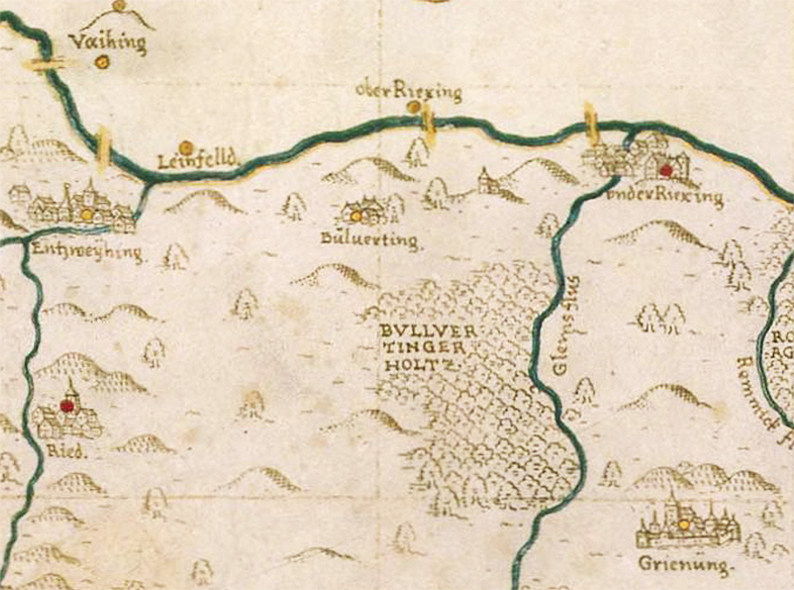
1590 platzierte Georg Gadner „Bulvertingen“ abweichend vom heutigen Standort bei der Dauseck

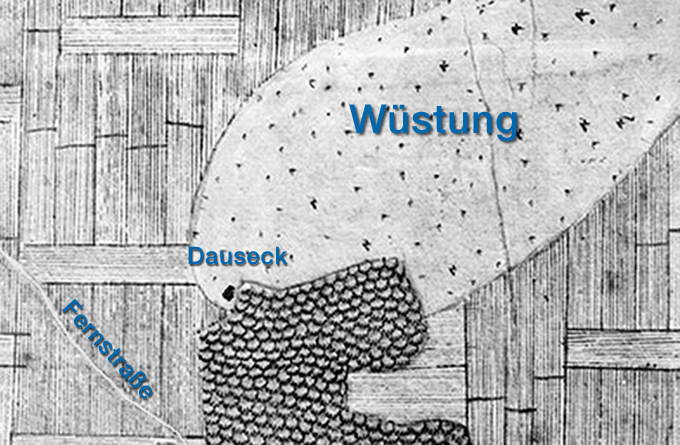
Wüstung und Gebäude(relikt) beim Burgstall (Kieser 1682)

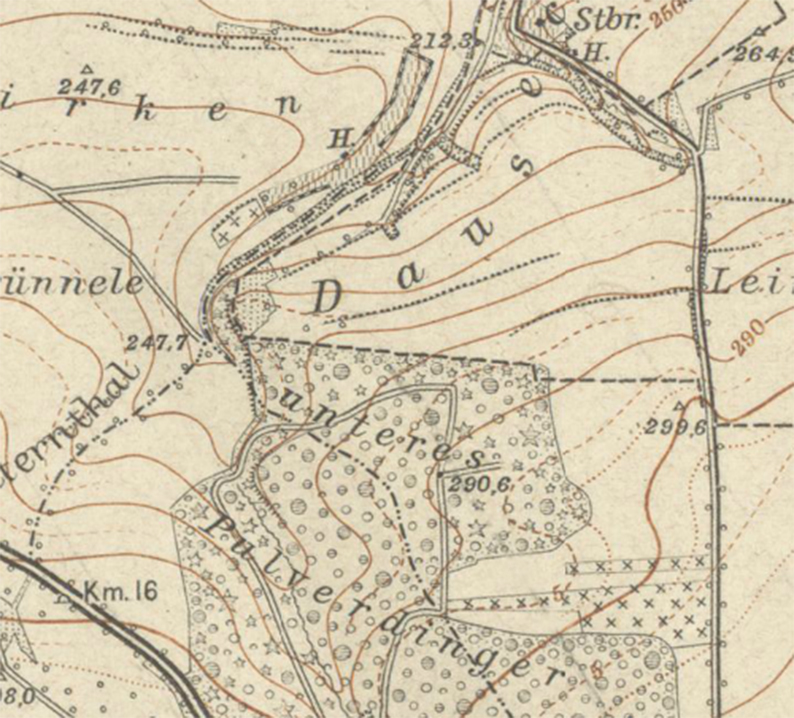
Als Wüstung markiert: Burgstall auf topographischer Karte von 1897

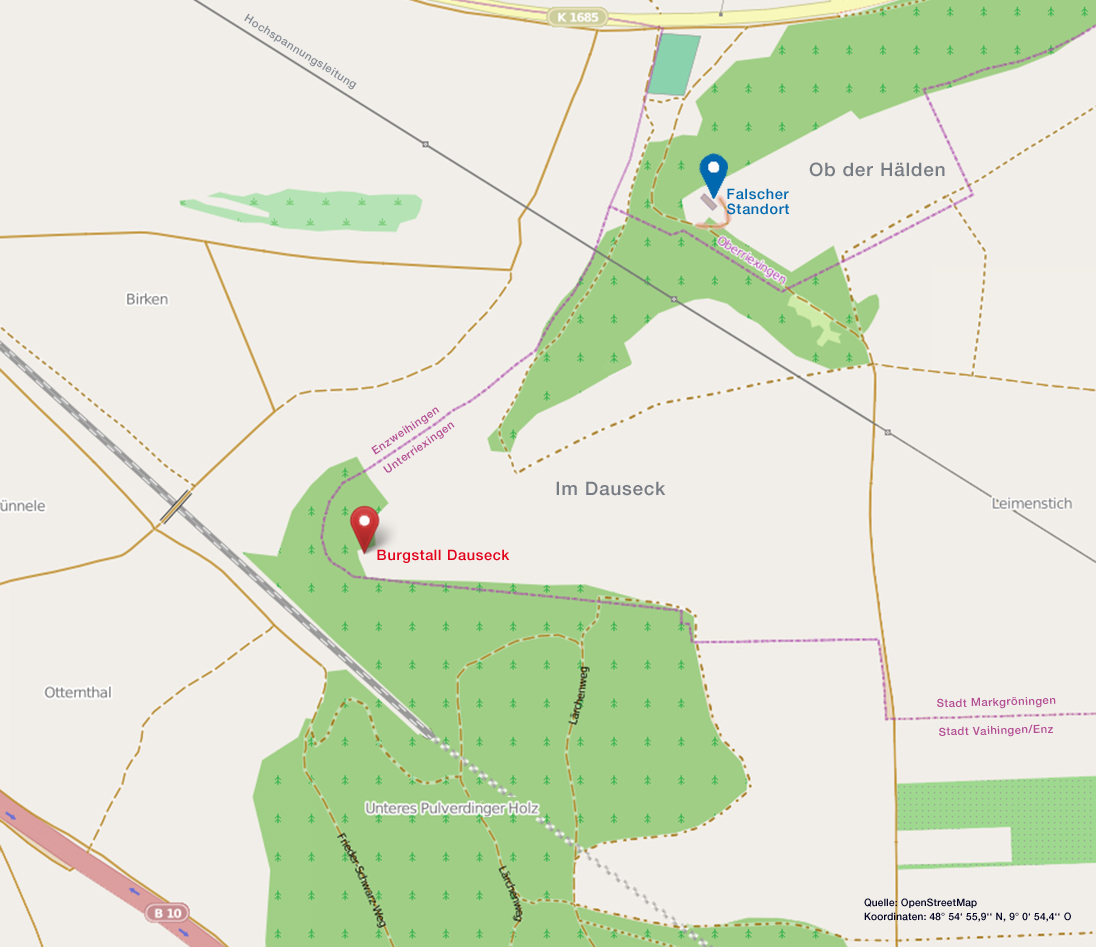
Falscher und korrigierter Standort

Die Burg Dauseck, auch Burg Tuseck genannt, ist eine abgegangene Höhenburg auf 265 m ü. NN über dem Enztal. Sie war zeitweise von Lehensleuten der Grafen von Vaihingen besetzt. Ihr Burgstall liegt südwestlich von Oberriexingen am Westende der Markung von Unterriexingen, das heute zu Markgröningen im baden-württembergischen Landkreis Ludwigsburg gehört.

## Spurensuche

### Burgherren
Burg Dauseck war strategisch geschickt platziert auf einem Bergsporn zwischen dem Enztal im Norden und dem „Alten Vaihinger Weg“ in einer Klinge südwestlich der Burg, der auf direktem Wege von der Reichsstadt Grüningen nach Vaihingen an der Enz führte. Etwas weiter südwestlich verlief die stark frequentierte Fernstraße von Ulm nach Speyer. Namensgebend waren die „Herren von Tuseck“, die als Ministeriale den Grafen von Württemberg und den Grafen von Vaihingen gedient haben sollen. Graf Konrad von Vaihingen soll die Burg 1311 dem Grafen Eberhard I. von Württemberg abgenommen haben.
Über das namensgebende Ministerialengeschlecht derer von Tuseck ist wenig bekannt. Eine indirekte Erwähnung findet sich in der Oberamtsbeschreibung Brackenheim: „Im J. 1341 verkauften der Edelknecht Heinrich von Hausen, Tochtermann Siegfrieds von Tuseck, und seine Gattin Elisabethe Gülten auf dem Zehenten allhier, welcher dem Edelknechte Gunpolt von Tischingen gehört hatte, an Heinrich Brusse[n] von Brackenheim.“ Nachfolger der Tusecks als Burgherren auf der Dauseck könnten die Herren von Riexingen gewesen sein, ihre Vorgänger die Herren von Pulverdingen, deren Stammsitz zwar bislang nicht bekannt ist, jedoch von Georg Gadner 1590 hier platziert wurde.

### Standort und Burgweiler
Laut Ortslexikon seien die Relikte der bereits 1570 abgebrochenen Burg 1789 beim Anlegen eines Weinbergs vollends beseitigt worden. Tatsächlich zeigt die Forstkarte von 1682 (siehe Ausschnitt) noch einen Gebäuderest. Und auf der 1830 bis 1832 erstellten Urflurkarte (siehe Ausschnitt oben) sind noch Spuren und mehrere Steinhaufen eingefallener Burgmauern zu erkennen. Auch die Größe des Burgstalls lässt sich darauf nachvollziehen.
Die Struktur der Feldflur lässt zudem auf einen benachbarten Burgweiler schließen, der 1590 noch bestanden haben könnte. Denn hier lokalisierte der bereits recht zuverlässig arbeitende Kartograph Georg Gadner auf seiner Leonberger Forstkarte das Dorf „Bulvertingen“. Nach einer Wüstung wäre es demnach bei seiner Neugründung von der Nord- zur Südseite des Unteren Pulverdinger Holzes verlagert worden. Die Siedlungsfläche von Burg und Weiler und mindestens Teile der dazugehörenden Markung fielen nach der vermutlich im Dreißigjährigen Krieg erfolgten und auf der Forstkarte von 1682 verzeichneten Wüstung an Unterriexingen und 1973 durch Eingemeindung schließlich an Markgröningen.
Ein Hinweis auf die Burg oder einen Weiler namens Dauseck findet sich in den Akten des Oberamts Vaihingen: „Friedrich von Dürrmenz verkauft [am 27. Oktober 1425] an Heinrich Meyer, Bürger zu Oberriexingen, je 11 Simri und eine Insel Roggen und Haber Gült aus Äckern neben Tuseck in Enzweihinger Mark um 11 fl.“ Neben der Forstkarte von 1682 und der Urflurkarte von 1832 liefert diese Ortsangabe einen weiteren Beleg, dass der Burgstandort weiter westlich liegt, als der häufig angenommene auf Oberriexinger Markung (Koordinaten des falschen Standorts: ⊙).
Der kartographisch eindeutige Befund lässt sich im Unterholz des tatsächlichen Burgstalls nur schwer bestätigen, weil keine offensichtlichen Mauer- oder Grabenreste mehr sichtbar sind. Der zumindest an der Ostflanke zu erwartende Halsgraben wurde offenbar verfüllt. An den süd- und westexponierten Hängen um den Burgstall lassen sich jedoch noch etliche Schuttfächer und vereinzelte behauene Steine finden; südlich des Burgstalls steht außerdem ein gut erhaltener Grenzstein mit den alten Signets von Enzweihingen und Unterriexingen (siehe Abb. unten). Letzte Gewissheit über Struktur und Charakter der Burg könnte nur eine archäologische Untersuchung liefern.
Möglich wäre, dass am heute als „Schlossberg“ bezeichneten falschen Dauseck-Standort, der in der Urflurkarte „Ob der Hälde“ genannt wurde und außerhalb des Gewanns „Im Dauseck“ lag, einst ein Herrenhof oder ein anderes Gebäude platziert war. Fundamente einer Burg kann das Landesdenkmalamt Baden-Württemberg hier jedoch ausschließen, nachdem im Juni 2014 ein Geophysiker Bodensondierungen vorgenommen und bei deren Auswertung keinerlei Hinweis auf eine Burganlage gefunden hat. Der Geophysiker bestätigte aber, dass er die nötigen Messgeräte (Magnetometer) nicht benutzen konnte, da es im Bereich des Schlossberges Strom und in den Gebäuden hohe Metallvorkommen hat, die die Geräte stören würden. Eine eindeutige Antwort ist daher nicht möglich.

## Veränderungen in jüngerer Zeit
Zur NS-Zeit wurden unterhalb des Burgstalls zwei Bunker der Neckar-Enz-Stellung im südwestlich und im nordwestlich exponierten Hang des Bergsporns eingebaut, die nach dem Zweiten Weltkrieg zwar gesprengt wurden, jedoch noch zugänglich sind (siehe Abb.).
Wo früher in der „Klinge“ unweit südlich der Burg der „Alte Vaihinger Weg“ von Grüningen nach Vaihingen an der Enz verlief, tauchen heute die ICEs in den Pulverdinger Tunnel auf der Schnellfahrstrecke Mannheim–Stuttgart ein. Das Gelände südlich und westlich des Burgstalls wurde im Zuge des Bahnbaus teils mit Tunnelabraum aufgefüllt und neu modelliert.

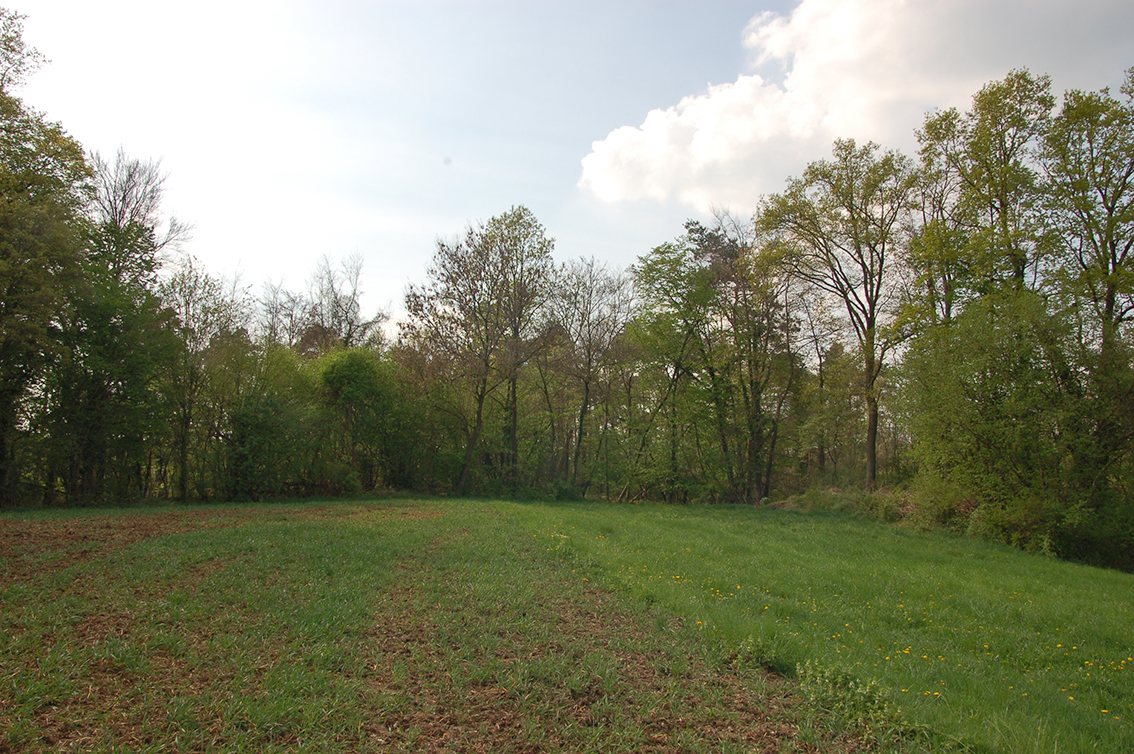
Burgstall von Osten am Ende der Unterriexinger Markung
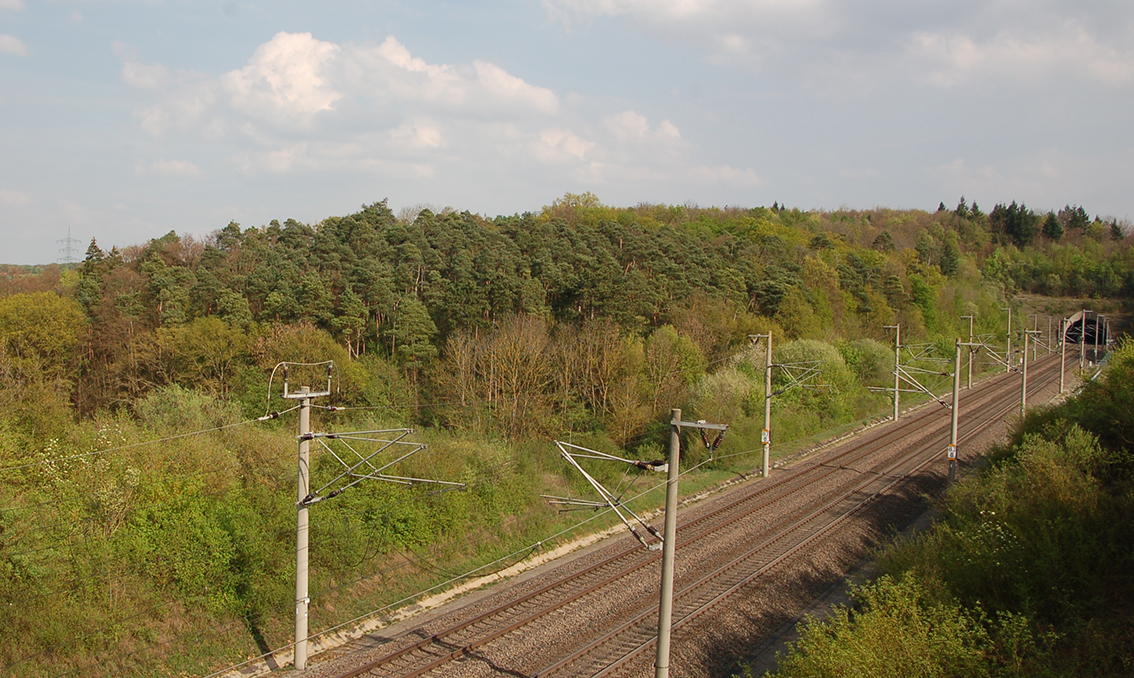
Hang um den Burgstall von der Bahnüberführung im Westen
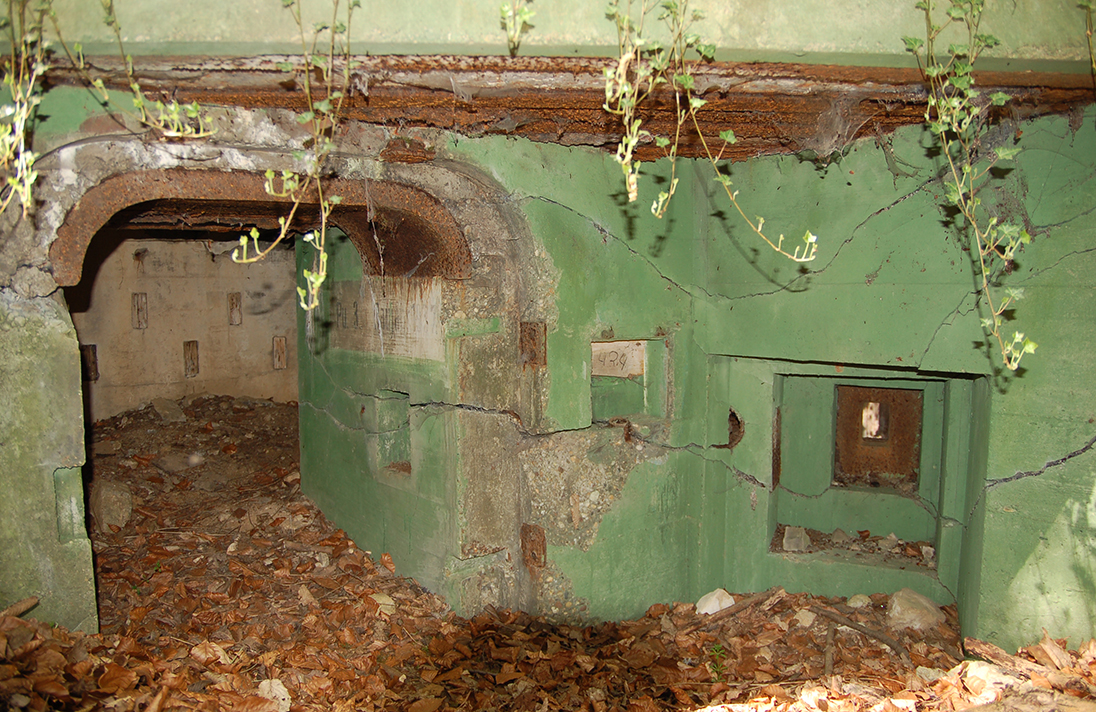
Bunker der Neckar-Enz-Stellung im Hang unterhalb des Burgstalls

## Namensgebend
Nach der Burg benannte sich der 1993 gegründete „Verein Theater unter der Dauseck Oberriexingen“. Er war aus der Laienspielgruppe hervorgegangen, die 1992 zur 1200-Jahr-Feier von Oberriexingen das Theaterstück „So a Metzelsupp“ aufgeführt hatte und seither etliche weitere Stücke auf die Bühne brachte.
Außerdem wurde das Naturdenkmal 25/49 „Pflanzenstandort Dauseck“ nach der ehemaligen Burg benannt.

## Anmerkungen

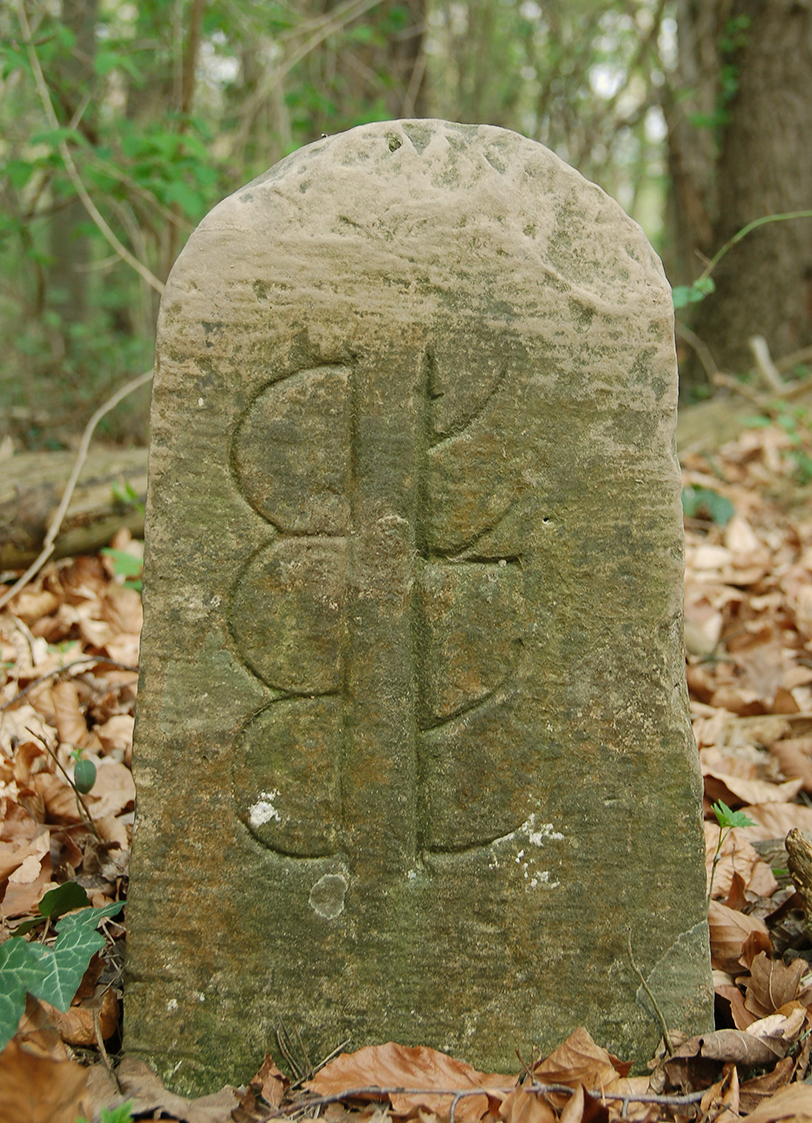
Grenzstein beim Burgstall: Zeichen von Enzweihingen

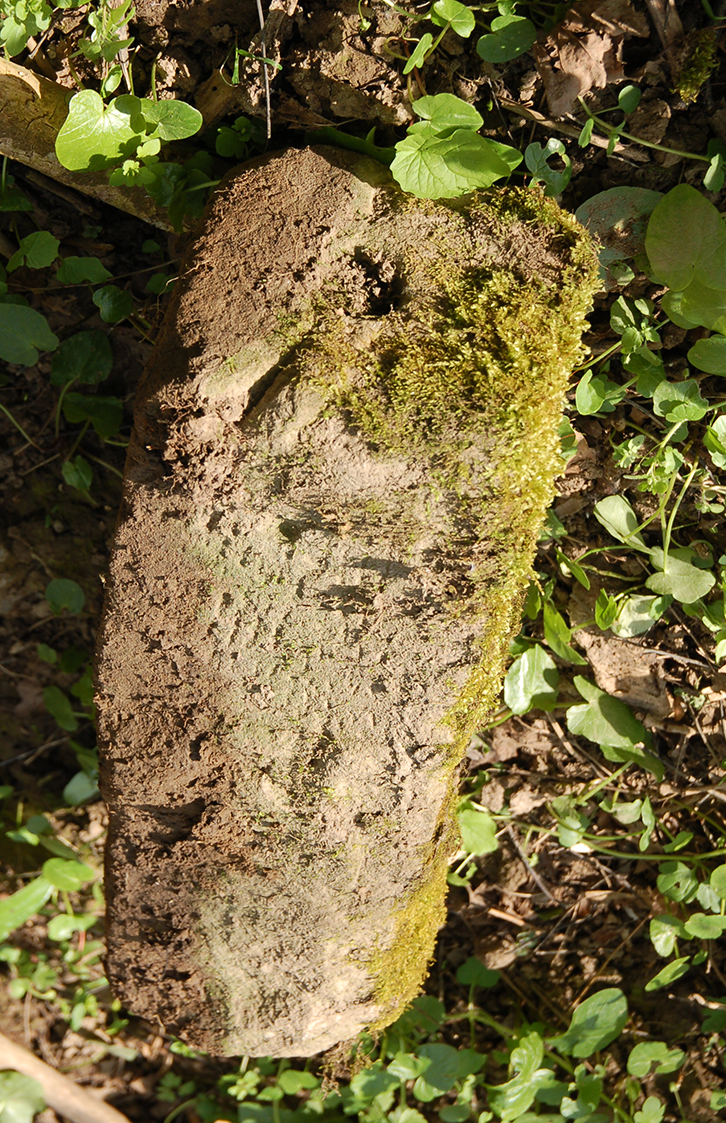
Behauener Stein – unterhalb des Burgstalls entdeckt